# Pristimantis padiali
Pristimantis padiali es una especie de anfibio anuro de la familia Craugastoridae.

## Distribución geográfica
Esta especie es endémica de la provincia de Maynas en la región de Loreto, Perú. Se encuentra en Mazán a unos 110 m sobre el nivel del mar.

## Descripción
El macho mide 26 mm y la hembra 33 mm.

## Etimología
Esta especie lleva el nombre en honor a José Manuel Padial.

## Publicación original
- Moravec, Lehr, Perez Peña, Lopez, Urrutia & Tuanama, 2010: A new green, arboreal species of Pristimantis (Anura: Strabomantidae) from Amazonian Peru. Vertebrate Zoology, vol. 60, n.º 3, p. 225-232[3]